# ゲジャワイ県
ゲジャワイ県（ゲジャワイけん、Département de Guédiawaye）は、セネガル共和国ダカール州にある県。首都ダカール市の北東、ピキン県の北西に位置している。ゲジャワイ1市5区から成り立っている。
2002年に、ピキン県より分離された。